# Mahallat
Mahallat of Mahallat-e Bala is een stad in de provincie Markazī in Iran. De stad ligt ongeveer 200 km ten zuidwesten van Teheran, op zo'n 1000 m boven zeeniveau. De bevolking bedroeg in 2006 35.319 personen.
Vroeger was Mahallat een belangrijk centrum van Zoroastrisme. Het heeft een relatief koel klimaat. De stad is tegenwoordig bekend vanwege de bloementeelt en -export en de bloemenshow die jaarlijks in samenhang met een internationaal congres in september gehouden wordt. In de omgeving van Mahallat zijn tevens belangen travertijnmijnen. De travertijn en andere natuursteen worden in Mahallat verwerkt tot tegels.
Er zijn overblijfsels van Hellenistische architectuur uit de tijd van Alexander de Grote in Mahallat (Khorheh) en vuurtempels uit Zoroastrische tijden. De stad was vroeger ook bekend als een spa en heeft nog steeds een veelbezochte warmwaterbron. Het Mahallati, het plaatselijke dialect, is sterk versant san anders dialecten in centraal Iran (Yazd, Isfahan, Khonsar) met woorden die duidelijk teruggaan tot het Oudperzisch.
Tot halverwege de twintigste eeuw bestond Mahallat uit drie te onderscheiden delen. Het noordelijke deel werd Mahallat-e Bala genoemd en was het gebied van de Sadat-e Mahallat, de nazaten van de profeet Mohammad (zoals de families Khajeh Nassiri en Sadr). In het midden lag Mahallat-e Ghaleh, het Mahallat van de kastelen, oorspronkelijk een groot open gebied dat in de vroege achttiende eeuw in cultuur werd gebracht door twee broers uit Sabzevar met hun soldaten. De familie van de twee broers kreeg de familienamen Amiri, Amirkhani, Elahi, Nasseri, Norouz Nasseri en Khosrovani (Mahallati). Het zuidelijk deel stond bekend als Mahallat-e Pain en hier bouwde de Aga Khan een indrukwekkend kasteel.
In Mahallat geboren zijn: de wereldreiziger en eerste Iraniër die Amerikaans staatsburger werd Hajj Sayyah Mahallati, de tweede Aga Khan, minister-president en senator Mohsen Sadr (Sadr ol-Ashraf II) en generaal Parviz Khosrovani, die vicepremier was en de oprichter en eerste president van de bekende voetbalclub Taj, tegenwoordig Esteghlal FC, die achtmaal nationaal kampioen is geweest en tweemaal Aziatisch kampioen.

## Architectuur
Er zijn in Mahallat nog restanten te vinden van Hellenistische architectuur van de tijd van Alexander de Grote, zoals een vuurtempel.

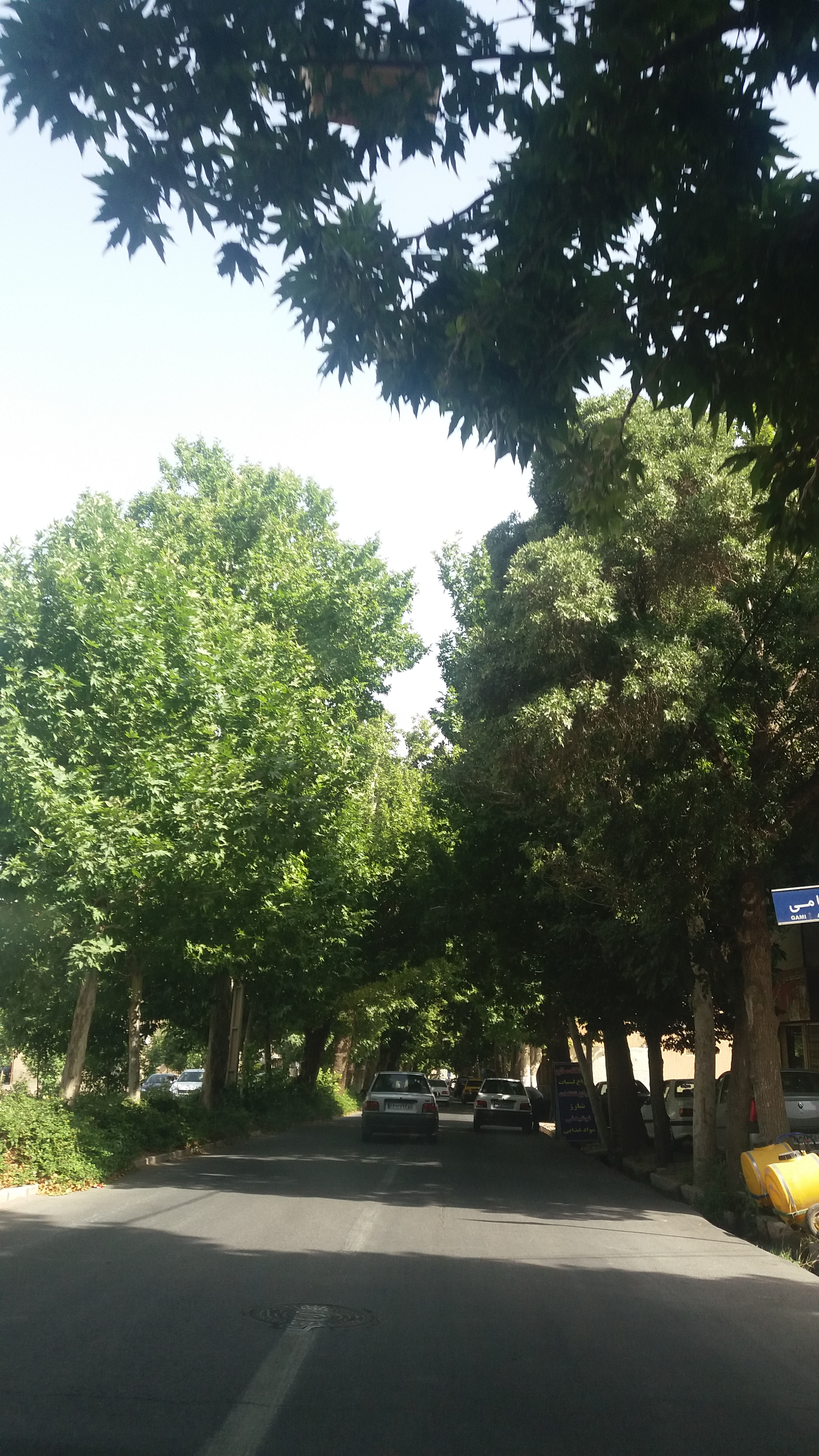